# Petaurillus kinlochii
A Petaurillus kinlochii é uma espécie de roedor da família Sciuridae.
É endêmica da Malásia.